# Pancho Gonzales
Ricardo Alonso "Pancho" González (9. května 1928, Los Angeles – 3. července 1995, Las Vegas) byl americký tenista mexického původu. Osm let byl světovým hráčem č. 1. (1952, 1954-1960). Dvakrát vyhrál US Open (1948, 1949), devětkrát americké profesionální mistrovství (1953, 1954, 1955, 1956, 1957, 1958, 1959, 1961) a čtyřikrát britský profesionální šampionát Wembley Championships (1950, 1951, 1952, 1956). Do roku 1949 hrával na amatérských turnajích, poté na profesionálních. Jeho zápas s Charlie Pasarellem z roku 1969 (112 her) je nejdelším v historii Wimbledonu. V roce 1968 byl uveden do Mezinárodní tenisové síně slávy.